# 테런스 드류

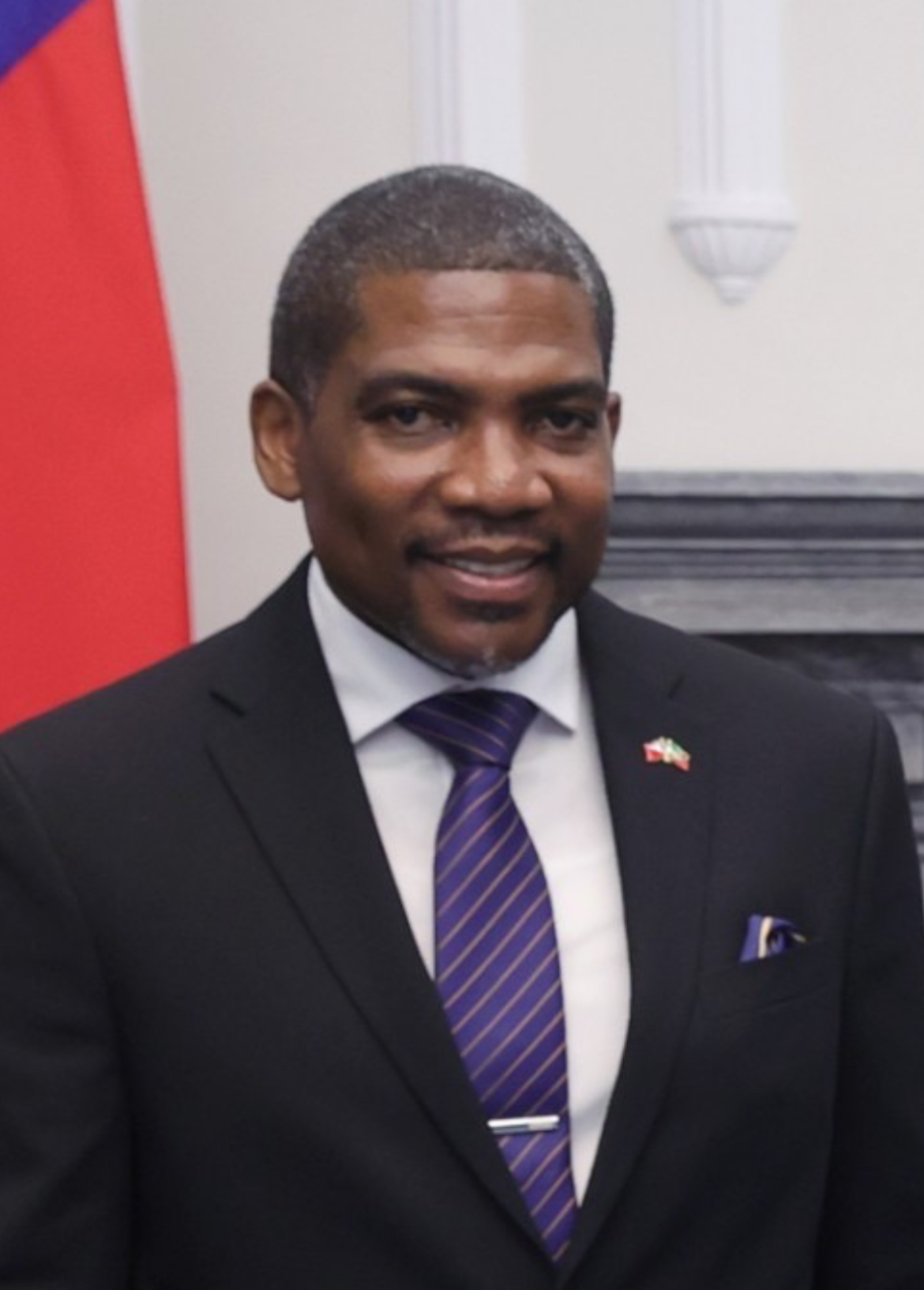
2024년 모습

테런스 드류(Terrance Drew, 본명: Terrance Michael Drew, 1976년 11월 22일 출생)는 키티티안 의사이자 정치인으로, 2022년 8월 5일 총선에서 국회의원으로 선출된 세인트키츠 네비스의 4번째이자 현 총리이다.
1996년에 클라렌스 피츠로이 브라이언트 칼리지(Clarence Fitzroy Bryant College)를 졸업했다. 19세에는 바스테르(Basseterre) 고등학교에서 시간제 교사로 근무했다. 1998년에 의학을 공부하기 위해 쿠바로 건너갔고, 산타클라라에 있는 빌라 클라라 의과대학(Universidad de Ciencias Médicas de Villa Clara)을 졸업했다. 그 후 드류는 일반의로 일하기 위해 세인트키츠로 돌아왔다. 이후 텍사스로 가서 내과를 공부했고, 2013년 텍사스 공과대학교 보건과학센터를 졸업했다.
2021년 11월 28일 세인트키츠네비스 노동당의 지도자로 선출되었으며, 세인트키츠네비스 노동당 지역 회의에서 투표의 45%에 불과한 득표율을 얻었다.
드류의 사역은 2022년 8월 15일에 선서되었고 드류는 스스로 재무부 장관의 직무를 인수했다.
2023년 찰스 3세의 대관식 이후 드류는 자신의 정부가 공화국 운동에 관해 공개 협의를 할 것이라고 말했다.